# Westhampton (Massachusetts)
Westhampton és un poble dels Estats Units a l'estat de Massachusetts. Segons el cens del 2000 tenia 1.468 habitants. El 2010 tenia 1.607 habitants.

## Demografia
Segons el cens del 2000, Westhampton tenia 1.468 habitants, 542 habitatges, i 422 famílies. La densitat de població era de 20,9 habitants/km².
Dels 542 habitatges en un 34,3% hi vivien nens de menys de 18 anys, en un 69% hi vivien parelles casades, en un 5,9% dones solteres, i en un 22,1% no eren unitats familiars. En el 15,9% dels habitatges hi vivien persones soles el 5,2% de les quals corresponia a persones de 65 anys o més que vivien soles. El nombre mitjà de persones vivint en cada habitatge era de 2,71 i el nombre mitjà de persones que vivien en cada família era de 3,07.
Per edats la població es repartia de la següent manera: un 25,4% tenia menys de 18 anys, un 5% entre 18 i 24, un 31% entre 25 i 44, un 29,4% de 45 a 60 i un 9,2% 65 anys o més.
L'edat mediana era de 40 anys. Per cada 100 dones de 18 o més anys hi havia 97,3 homes.
La renda mediana per habitatge era de 60.089 $ i la renda mediana per família de 66.625$. Els homes tenien una renda mediana de 42.200 $ mentre que les dones 35.809$. La renda per capita de la població era de 25.360$. Entorn de l'1,9% de les famílies estaven per davall del llindar de pobresa.